# Eduardo Zamacois y Zabala
Eduardo Zamacois y Zabala né à Bilbao (Espagne) le 2 juillet 1841 et mort le 12 janvier 1871 à Madrid est un peintre espagnol.
Il est le père de l'écrivain Miguel Zamacoïs (1866-1955).

## Biographie
Eduardo Zamacois y Zabala est originaire d'une famille d'artistes. Il étudie les beaux-arts à Madrid et en 1860, il s'installe à Paris. En France, il acquiert une grande reconnaissance en tant que peintre. Son ami Henri Pille peint son portrait vers 1870. Il épouse Marie-Louise Perrin en 1865 et ont un fils, Miguel Louis Pascal Zamacoïs et une fille, Marie Hélène Zamacoïs. Il meurt le 12 janvier 1871 à Madrid.

Œuvres d'Eduardo Zamacois y Zabala
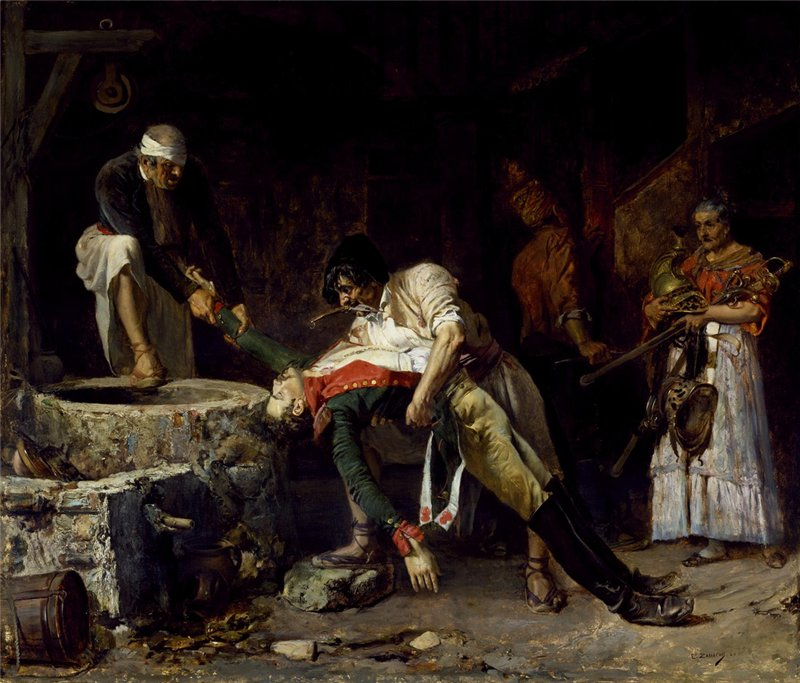
Espagne 1812, Occupation française (1866), Baltimore, Walters Art Museum.
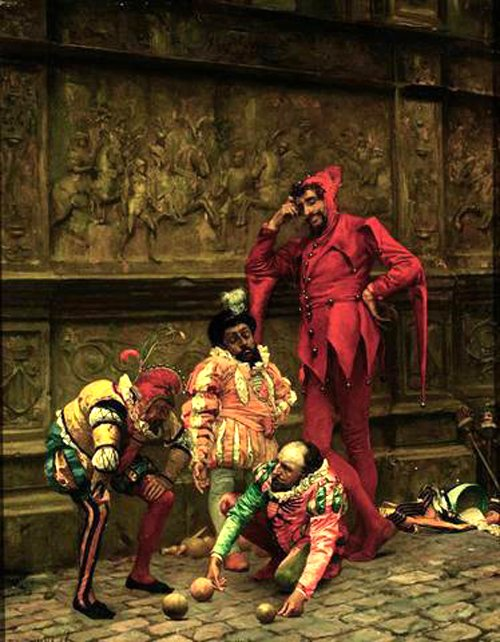
Bouffons jouant au cochonnet (1868), musée des Beaux-Arts de Bilbao.
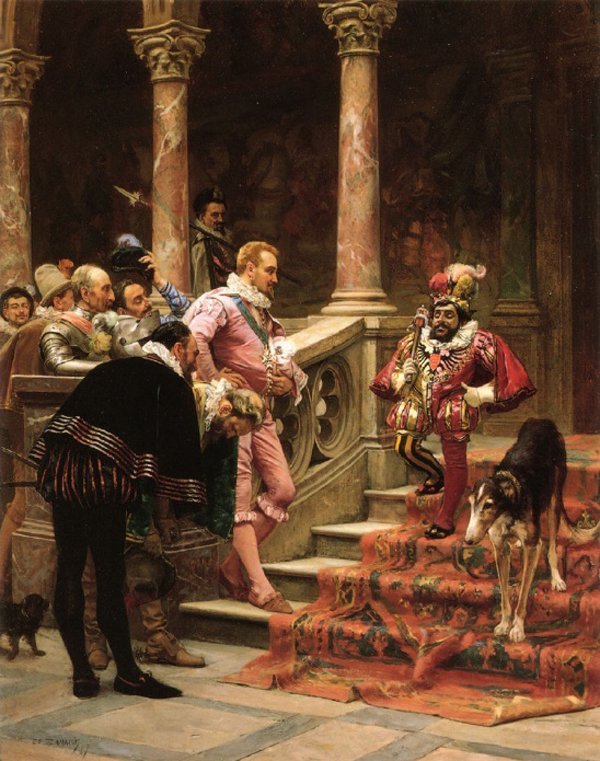
Le Favori du roi, localisation inconnue.
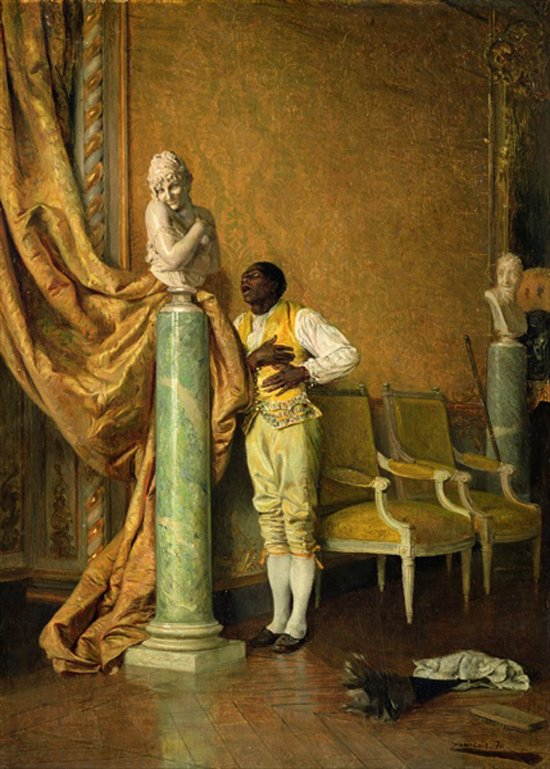
Un amour platonique, localisation inconnue.